# Eurytoma squamea
Eurytoma squamea är en stekelart som beskrevs av Walker 1834. I den svenska databasen Dyntaxa används istället namnet Bruchophagus squamea. Enligt Catalogue of Life ingår Eurytoma squamea i släktet Eurytoma och familjen kragglanssteklar, men enligt Dyntaxa är tillhörigheten istället släktet Bruchophagus och familjen kragglanssteklar.
Artens utbredningsområde är:
- Bulgarien.
- Tjeckien.
- Slovakien.
- Frankrike.
- Sverige.
- Kroatien.

Arten är reproducerande i Sverige. Inga underarter finns listade i Catalogue of Life.